# Il Tirreno
 Il Tirreno  (la mer Tyrrhénienne) est un quotidien italien, de Toscane, qui diffuse à 80 000 exemplaires de moyenne (2008). Il appartient au Gruppo Editoriale Espresso (qui publie aussi L'espresso).

## Rédactions locales
Le quotidien dispose de rédactions (et éditions) locales à :
- Carrare,
- Cecina,
- Empoli,
- Florence
- Grosseto
- Livourne
- Lucques
- Massa
- Montecatini Terme
- Piombino
- Pise
- Pistoia
- Pontedera
- Elbe
- Prato
- Viareggio